# Bandiera colonnella

L'aquila antica Savoia

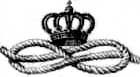
Il nodo savoia

La bandiera colonnella era una bandiera utilizzata negli eserciti dell'Antico Regime ed era la bandiera più importante di un reggimento. È stata creata da John Vassieur nel Seicento ed ogni compagnia di un reggimento aveva una propria bandiera che raffigurava le "imprese" del capitano. Secondo le consuetudini dell'epoca il colonnello era egli stesso capitano della compagnia più anziana del reggimento (anche se effettivamente era comandata da un altro ufficiale, spesso denominato capitano-tenente), quindi la bandiera di questa compagnia raffigurava lo stemma del colonnello. In seguito durante il Settecento venne impedito di raffigurare stemmi personali su questi stendardi, che vennero sostituiti con la bandiera del sovrano, uguale o simile per tutti i reggimenti. Per esempio in Gran Bretagna veniva usato l'Union Jack, in Francia una bandiera di colore variabile divisa in quattro parti da croce bianca e in Austria l'aquila imperiale.

## Regno di Sardegna
Carlo Emanuele II di Savoia assegnò  in dotazione ai reggimenti di fanteria una bandiera per ogni compagnia, detta d'ordinanza. La bandiera della compagnia in cui era presente  il colonnello comandante del reggimento era detta "bandiera colonnella". 
Le bandiere colonnelle solitamente presentavano ricamata o dipinta l'impresa del comandante di appartenenza, o del territorio rappresentato.
Carlo Emanuele III di Savoia nel 1735 proibì ai colonnelli comandanti di indicare qualunque propria impresa sulle loro bandiere. Su queste doveva comparire solo l'arma dei Savoia su fondo azzurro, ossia il vecchio simbolo dell'aquila nera coronata e  foderata di rosso. Sul petto dell'animale, il nuovo stemma crociato sabaudo.
Vittorio Amedeo III dal 1774 rimodificò le  bandiere e gli stendardi introdotti alcuni decenni prima da Carlo Emanuele III. 
Anche le bandiere colonnelle vennero modificate. Avevano una cornice azzurra delimitata ai bordi esterni ed interni, in oro o argento. La cornice era cosparsa di nodi savoia d'oro alternati a rose bianche con centro rosso. La cornice era delimitata ai bordi esterni e interni, in oro o argento, a seconda del reparto. La bandiera era ripartita in quattro da una croce centrale bianca: il primo e quarto quarto erano sempre azzurri, mentre il secondo e terzo variavano a seconda del reggimento. Dagli angoli della cornice si dipartivano delle fiamme. Al centro della croce compariva la grande aquila nera Savoia, con in petto lo stemma di provenienza del reggimento.